# أحمد موسى (لاعب كرة قدم)
أحمد موسى (بالإنجليزية: Ahmed Musa)‏ (مواليد 14 أكتوبر 1992) هو لاعب كرة قدم نيجيري يلعب في مركز الهجوم والجناح مع نادي فاتح كاراغومروك التركي ومنتخب نيجيريا لكرة القدم.
بدأ حياته الرياضية في أكاديمية كرة القدم المحلية إلى أن أصبح لاعبا لنادي سيسكا موسكو الروسي ثم انتقل بعدها إلى نادي ليستر سيتي الإنجليزي وسجل أول اهدافه في قميص الثعالب أمام نادي برشلونة في مباراة ودية. وأنتقل بعدها بنظام الإعارة إلى ناديه السابق سيسيكا موسكو لمدة 6 أشهر. وفي 2 أغسطس 2018 أعلن نادي النصر السعودي عن التوقيع مع موسى لمدة 4 سنوات في صفقة لم يتم الإعلان عن قيمتها. لكن قدرتها الصحافة بـ40 مليون يورو (122 مليون ريال سعودي) كأكبر صفقة في تاريخ نادي النصر والدوري السعودي.
على المستوى الدولي، أصبح أحمد موسى أول لاعب نيجيري يسجل أكثر من مرة في مباراة بكأس العالم، بعد أن سجل هدفين في مرمى الأرجنتين في كأس العالم 2014. كما أن موسى هو أول لاعب نيجيري يسجل في بطولتين لكأس العالم، بعد أن سجل هدفين آخرين بمرمى آيسلندا في مرحلة المجموعات من كأس العالم 2018.

## مسيرته الكروية

### بدايته المبكرة
ولد أحمد موسى في جوس، نيجيريا. وبدأ مسيرته في أكاديمية أمنيشي لكرة القدم.

### سطوع نجمه في نيجيريا
في سبتمبر 2007، نُشر منشور محلي في جوس بنيجيريا يتكلم عن أحمد موسى على عمود «المواهب غير المكتشفة». في السنة التالية، تمت إعارته إلى جوث حيث لعب 18 مباراة سجل خلالها أربعة أهداف في أول موسمين احترافيين. في موسم 2009–10 تمت إعارته إلى كانو بيلارس، سجل العديد من الأهداف الحاسمة وأنهى فريقه الدوري بالمركز الثاني.

### في في في فينلو
إنتقل موسى إلى نادي في في في فينلو الهولندي في صيف عام 2010، ولكن تم إيقاف هذا الانتقال لأنه كان يبلغ من العمر 17 عامًا فقط وبالتالي لا يحق له الانتقال للعب في أوروبا وفقًا لقواعد الفيفا. أصبح مؤهلاً رسميًا للعب في في في في فينلو في 14 أكتوبر 2010 عندما بلغ 18 عامًا.

### سيسكا موسكو
في 7 يناير 2012، وقع موسى مع نادي سيسكا موسكو الروسي ولم يتم الإعلان عن قيمة الصفقة.

### ليستر سيتي
في 8 يوليو 2016، انتقل موسى إلى ليستر سيتي برقم قياسي في تاريخ النادي بلغ 16.6 مليون جنيه إسترليني.
سجل أول أهدافه مع النادي في مباراة ودية ضد برشلونة في الكأس الدولية للأبطال 2016 والتي انتهت بالخسارة 4–2. شارك في أول مباراة له في الدوري الإنجليزي الممتاز في 13 أغسطس 2016 في مباراة الفوز 2–1 أمام هال سيتي. سجل هدفه الأول في الدوري في المباراة التي أنتهت بالفوز 3–1 على كريستال بالاس في 22 أكتوبر 2016.

#### سيسكا موسكو (إعارة)
في 30 يناير 2018، عاد موسى إلى سيسكا موسكو على سبيل الإعارة لما تبقى من موسم 2017–18.

### النصر
في 2 أغسطس 2018، أعلن نادي النصر السعودي عن التوقيع مع موسى لمدة 4 سنوات في صفقة لم يتم الإعلان عن قيمتها. لكن قدرتها الصحافة بـ40 مليون يورو (122 مليون ريال سعودي) كأكبر صفقة في تاريخ نادي النصر والدوري السعودي.

## مسيرته الدولية
في أبريل 2010 تحت قيادة المدرب لارس لاغربك، تم استدعائه للانضمام إلى معسكر المنتخب الوطني النيجيري لكرة القدم قبل كأس العالم 2010 في جنوب أفريقيا بعد مساعدته للمنتخب النيجيري للفوز بكأس غرب افريقيا 2010 حيث سجل هدف ضد بنين. ومع ذلك غاب عن المونديال بسبب إصابته في الكاحل.
في 5 أغسطس 2010 وبسن 17 عام، شارك موسى لأول مرة مع منتخب نيجيريا الأول في مباراة بتصفيات كأس الأمم الأفريقية 2012 ضد مدغشقر، حيث دخل كبديل عن جون أوبي ميكل في مباراة الفوز 2–0. سجل موسى هدفه الأول في مباراة ودية أجريت في مارس 2011 ضد كينيا.
في أبريل 2011، تم ضم أحمد موسى إلى منتخب نيجيريا تحت 20 سنة لتمثيل نيجيريا في بطولة أفريقيا للشباب 2011، رغم أن ناديه في في في فينلو أعلن أنه لا يمكنه المشاركة في البطولة بسبب التزامه مع النادي. بعد بعض المفاوضات المكثفة مع الاتحاد النيجيري، اتفق ممثلو في في في فينلو وموسى على أن موسى سيشارك في البطولة مع المنتخب الوطني. بعد المباراة الافتتاحية ضد حامل اللقب غانا، فاز موسى بجائزة أفضل لاعب ورحل إلى هولندا. في أغسطس 2011، مثل موسى منتخب نيجيريا تحت 20 سنة في كأس العالم تحت 20 سنة 2011 التي أقيمت في كولومبيا، حيث سجل ثلاثة أهداف في خمس مباريات. أدرج الفيفا موسى في قائمة مختصرة من 10 مرشحين للحصول على كرة أديداس الذهبية، والتي تُمنح لأفضل لاعب في كأس العالم تحت 20 سنة.

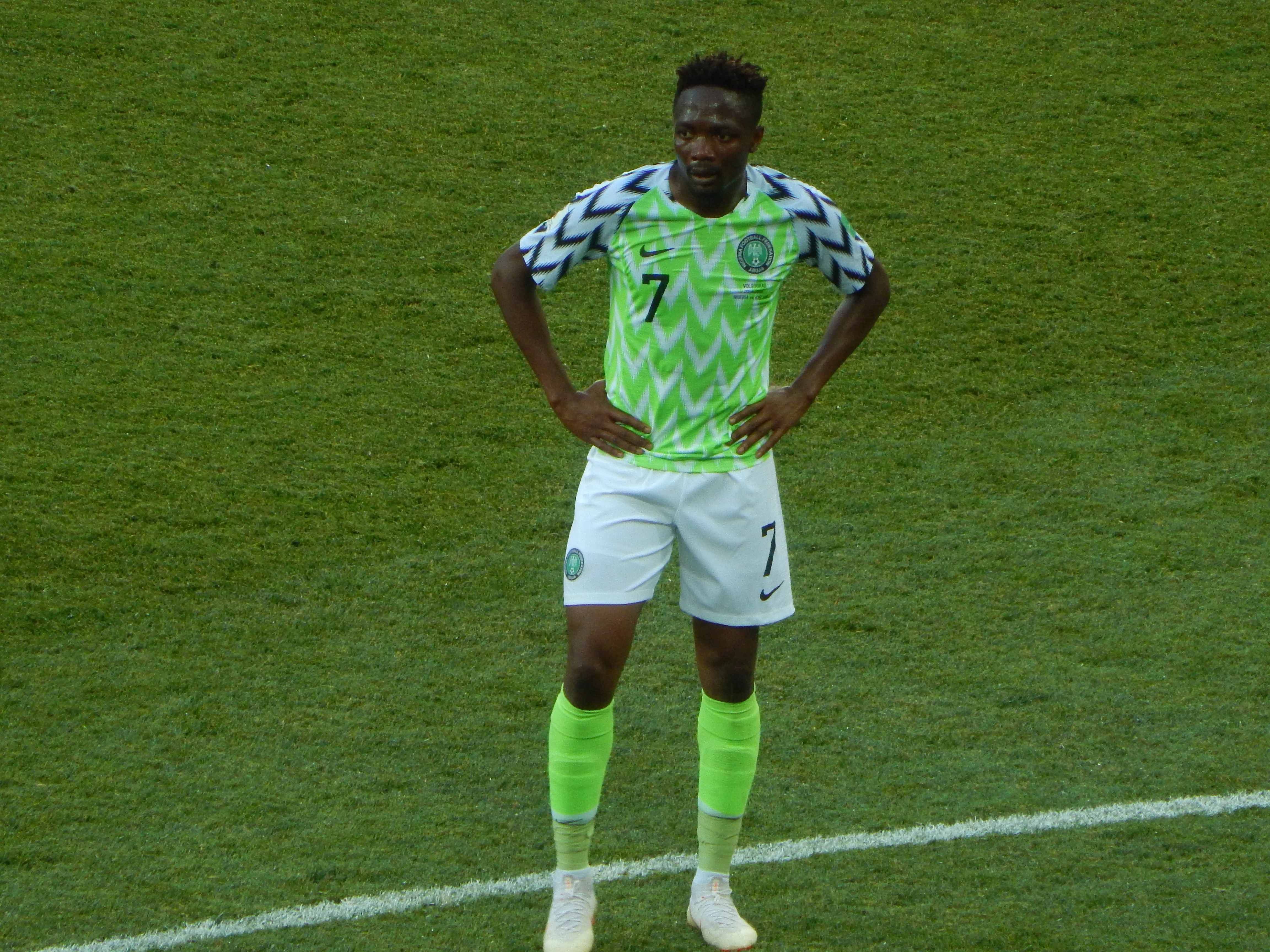
أحمد موسى مع نيجيريا في كأس العالم 2018.

في يوم 7 ديسمبر 2011، كان أحمد موسى أحد المرشحين الأربعة الذين لحصد جائزة أفضل لاعب شاب أفريقي التي يقدمها الاتحاد الأفريقي لكرة القدم، لكن الجائزة ذهبت إلى سليمان كوليبالي من ساحل العاج.
استدعي موسى إلى تشكيلة المنتخب النيجيري التي تضم 23 لاعباً لكأس الأمم الأفريقية 2013. سجل هدفاً في مباراة الذهاب بنتيجة 4–1 في الدور نصف النهائي أمام مالي، وشارك كبديل أمام بوركينا فاسو في النهائي، حيث فاز المنتخب النيجيري بلقبه القاري الثالث. بشكل عام، شارك في خمس من مباريات من أصل ستة. في كأس القارات 2013، شارك في جميع مباريات الفريق الثلاث حيث تم إقصائهم من مرحلة المجموعات.
بعد مشاركته في جميع مباريات نيجيريا بالتصفيات، تم أختيار موسى في تشكيلة ستيفن كيشي لكأس العالم 2014. سجل هدفين في أخر مباراة لمنتخبه فيالمجموعة س ضد الأرجنتين، وأنتهت المباراة بخسارة منتخبه 3–2.
وفي مايو 2018، تم أختيار موسى في تشكيلة نيجيريا التمهيدية المكونة من 30 لاعباً للمشاركة بكأس العالم 2018 في روسيا. في 22 يونيو 2018، سجل موسى هدفي الفوز 2–0 على آيسلندا في المباراة الثانية بالمجموعات. وعلى الرغم من أن أدائه كان رائعاً ضد آيسلندا، إلا أنه لم يكن كافياً للإستمرار في البطولة حيث تم إقصائهم من قبل الأرجنتين.

## الإحصائيات

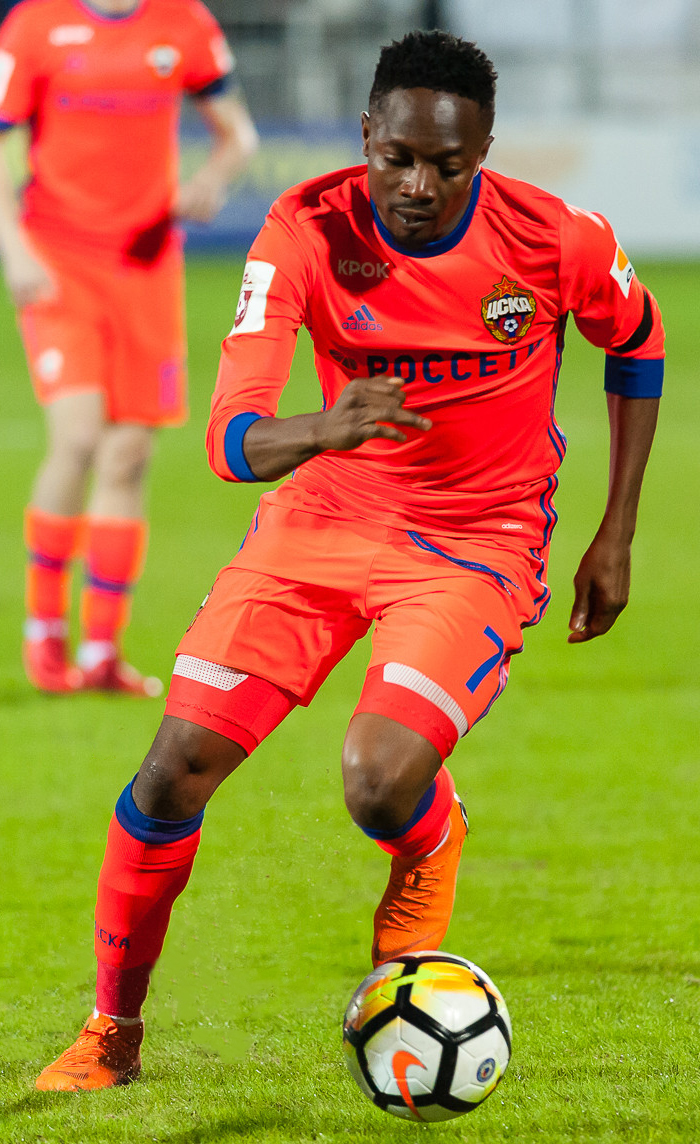
أحمد موسى يلعب مع سيسكا موسكو في 2018.

### النادي
آخر تحديث 12 يوليو 2019.
| النادي      | الموسم          | الدوري           | الدوري | الدوري  | الكأس  | الكأس   | قاري   | قاري    | أخرى   | أخرى    | المجموع | المجموع |
| النادي      | الموسم          | الدرجة           | الظهور | الأهداف | الظهور | الأهداف | الظهور | الأهداف | الظهور | الأهداف | الظهور  | الأهداف |
| ----------- | --------------- | ---------------- | ------ | ------- | ------ | ------- | ------ | ------- | ------ | ------- | ------- | ------- |
| فينلو       | 2010–11         | الدوري الهولندي  | 23     | 5       | 0      | 0       | —      | —       | 4      | 2       | 27      | 7       |
| فينلو       | 2011–12         | الدوري الهولندي  | 14     | 3       | 1      | 0       | —      | —       | —      | —       | 15      | 3       |
| فينلو       | المجموع         | المجموع          | 37     | 8       | 1      | 0       | —      | —       | 4      | 2       | 42      | 10      |
| سيسكا موسكو | 2011–12         | الدوري الروسي    | 11     | 1       | 0      | 0       | 2      | 0       | —      | —       | 13      | 1       |
| سيسكا موسكو | 2012–13         | الدوري الروسي    | 28     | 11      | 5      | 4       | 2      | 0       | —      | —       | 35      | 15      |
| سيسكا موسكو | 2013–14         | الدوري الروسي    | 26     | 7       | 4      | 1       | 6      | 1       | 1      | 0       | 37      | 9       |
| سيسكا موسكو | 2014–15         | الدوري الروسي    | 30     | 10      | 2      | 0       | 6      | 1       | 1      | 0       | 39      | 11      |
| سيسكا موسكو | 2015–16         | الدوري الروسي    | 29     | 13      | 1      | 0       | 10     | 4       | 0      | 0       | 40      | 17      |
| سيسكا موسكو | 2017–18 (إعارة) | الدوري الروسي    | 10     | 6       | 0      | 0       | 6      | 1       | 0      | 0       | 16      | 7       |
| سيسكا موسكو | المجموع         | المجموع          | 134    | 48      | 12     | 5       | 32     | 7       | 2      | 0       | 180     | 61      |
| ليستر سيتي  | 2016–17         | الدوري الإنجليزي | 21     | 2       | 5      | 2       | 5      | 0       | 1      | 0       | 32      | 4       |
| ليستر سيتي  | 2017–18         | الدوري الإنجليزي | 0      | 0       | 1      | 1       | —      | —       | —      | —       | 1       | 1       |
| ليستر سيتي  | المجموع         | المجموع          | 21     | 2       | 6      | 3       | 5      | 0       | 1      | 0       | 33      | 5       |
| النصر       | 2018–19         | الدوري السعودي   | 24     | 7       | 2      | 0       | 0      | 0       | 0      | 0       | 26      | 7       |
| الإجمالي    | الإجمالي        | الإجمالي         | 216    | 65      | 24     | 9       | 37     | 7       | 7      | 2       | 284     | 83      |

### المنتخب
آخر تحديث 25 يوليو 2019.
| نيجيريا | نيجيريا | نيجيريا |
| العام   | الظهور  | الأهداف |
| ------- | ------- | ------- |
| 2010    | 2       | 0       |
| 2011    | 10      | 1       |
| 2012    | 6       | 2       |
| 2013    | 16      | 2       |
| 2014    | 12      | 4       |
| 2015    | 9       | 2       |
| 2016    | 5       | 0       |
| 2017    | 6       | 2       |
| 2018    | 13      | 4       |
| 2019    | 9       | 0       |
| المجموع | 87      | 15      |

### الأهداف الدولية
آخر تحديث 8 سبتمبر 2018.
قائمة أهداف موسى مع منتخب نيجيريا الأول.
| #   | التاريخ        | المكان                                        | الخصم        | الهدف | النتيجة | المسابقات                       | م.     |
| --- | -------------- | --------------------------------------------- | ------------ | ----- | ------- | ------------------------------- | ------ |
| 1.  | 29 مارس 2011   | ملعب أبوجا، أبوجا، نيجيريا                    | كينيا        | 1–0   | 3–0     | ودية                            |        |
| 2.  | 16 يونيو 2012  | ملعب ايسوين، كالابار، نيجيريا                 | رواندا       | 1–0   | 2–0     | تصفيات كأس الأمم الأفريقية 2013 |        |
| 3.  | 13 أكتوبر 2012 | ملعب ايسوين، كالابار، نيجيريا                 | ليبيريا      | 2–0   | 6–1     | تصفيات كأس الأمم الأفريقية 2013 |        |
| 4.  | 6 فبراير 2013  | ملعب موزيس مابيدا، ديربان، جنوب أفريقيا       | مالي         | 4–0   | 4–1     | كأس الأمم الأفريقية 2013        |        |
| 5.  | 5 يونيو 2013   | مركز موي الدولي الرياضي، كسراني، كينيا        | كينيا        | 1–0   | 1–0     | تصفيات كأس العالم 2014          |        |
| 6.  | 25 يونيو 2014  | ملعب بيرا–ريو، برايا دي بيلاس، البرازيل       | الأرجنتين    | 1–1   | 2–3     | كأس العالم 2014                 |        |
| 7.  | 25 يونيو 2014  | ملعب بيرا–ريو، برايا دي بيلاس، البرازيل       | الأرجنتين    | 2–2   | 2–3     | كأس العالم 2014                 |        |
| 8.  | 15 أكتوبر 2014 | ملعب أبوجا، أبوجا، نيجيريا                    | السودان      | 1–0   | 3–1     | تصفيات كأس الأمم الأفريقية 2015 |        |
| 9.  | 15 أكتوبر 2014 | ملعب أبوجا، أبوجا، نيجيريا                    | السودان      | 3–1   | 3–1     | تصفيات كأس الأمم الأفريقية 2015 |        |
| 10. | 28 مارس 2015   | ملعب مبومبيلا، نيلسبرويت، جنوب أفريقيا        | جنوب إفريقيا | 1–0   | 1–1     | ودية                            |        |
| 11. | 8 سبتمبر 2015  | ملعب أدوكيي أمييسيماكا، بورت هاركورت، نيجيريا | النيجر       | 1–0   | 2–0     | ودية                            |        |
| 12. | 22 يونيو 2018  | فولغوغراد أرينا، فولغوغراد، روسيا             | آيسلندا      | 1–0   | 2–0     | كأس العالم 2018                 | [ 24 ] |
| 13. | 22 يونيو 2018  | فولغوغراد أرينا، فولغوغراد، روسيا             | آيسلندا      | 2–0   | 2–0     | كأس العالم 2018                 | [ 24 ] |
| 14. | 8 سبتمبر 2018  | ملعب أدوكيي أمييسيماكا، بورت هاركورت، نيجيريا | سيشل         | 1–0   | 3–0     | تصفيات كأس الأمم الأفريقية 2019 |        |
| 15. | 16 أكتوبر 2018 | ملعب الطيب المهيري، صفاقس، تونس               | ليبيا        | 2–0   | 3–2     | تصفيات كأس الأمم الأفريقية 2019 |        |

## الإنجازات
سيسكا موسكو
- الدوري الروسي الممتاز (3): 2012–13، 2013–14، 2015–16
- كأس روسيا (1): 2012–13
- كأس السوبر الروسي (2): 2013، 2014

 النصر
- دوري المحترفين السعودي (1): 2018–19[26]

### المنتخب
نيجيريا تحت 20 سنة
- كأس الأمم الأفريقية تحت 20 سنة (1): 2011

 نيجيريا
- كأس غرب افريقيا (1): 2010
- كأس الأمم الأفريقية (1): 2013

### الفردية
- هداف الدوري النيجيري الممتاز (1): 2009–10
- تشكيلة السنة من الاتحاد الأفريقي (1): 2014
- هداف كأس روسيا (1): 2012–13
- ضمن قائمة أفضل 33 لاعب كرة القدم في بطولات روسيا (1): 2012–13

## وصلات خارجية
- أحمد موسى على موقع الاتحاد الدولي (مؤرشف)  (الإنجليزية)
- أحمد موسى على موقع الاتحاد الأوربي (الإنجليزية)
- أحمد موسى على موقع اتحاد تركيا (لاعب) (الإنجليزية)
- أحمد موسى على موقع قاعدة بيانات كرة القدم.إي يو (الإنجليزية)
- أحمد موسى على موقع ناشيونال فوتبول تيمز (الإنجليزية)
- أحمد موسى على موقع Soccerbase.com (لاعب) (الإنجليزية)
- أحمد موسى على موقع Soccerway.com (الإنجليزية)
- أحمد موسى على موقع عالم كرة القدم.نت (الإنجليزية)
- أحمد موسى على موقع AS.com (الإسبانية)